# خط حجازی

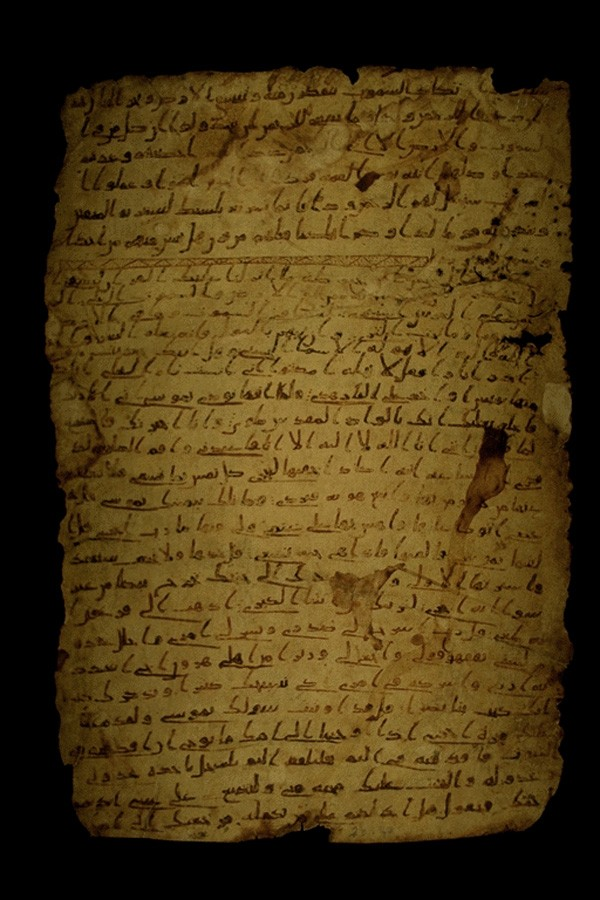
برگی از قرآن به خط حجازی

خط حجازی یا خط مایل خطی بود که در نوشتن قرآن‌های کهن به کار می‌رفت.
اصطلاح خط حجازی را خاورشناس ایتالیایی میکِله اَمَری در نیمۀ قرن نوزدهم بر اساس توضیحی که ابن ندیم (م. ح ۳۸۵) دربارۀ کهن‌ترین خط‌های عربی آورده است به کار برد. ابن ندیم می‌نویسد: «نخستین خط عربی، خط مکی بود، سپس مدنی و سپس بصری و بعد کوفی. «الف‌ها» در خط مکی و مدنی با چرخشی به سمت راست و کشیدگی همراه است و شکل آن اندکی انحنا دارد».
فرانسوا دِرُش با اشاره به اینکه مجموعۀ مصاحف کهن قرآنی که تاکنون شناخته شده است برخاسته از سه مرکز مهم یعنی دمشق، فُسطاط و صنعاست؛ تصریح می‌کند که نام خط‌ها و جایگاه فعلی مصاحف نشان‌دهندۀ خاستگاه آنها نیست. او می‌نویسد: «نام این خط، یعنی حجازی (مانند وصف «کوفی») بدین معنا نیست که این نسخه‌ها در حجاز نگاشته شده‌اند. جایگاه فعلی این مصاحف را هم نمی‌توان شاهدی قاطع بر خاستگاه آن‌ها که تاکنون مورد تردید باقی مانده است تلقی کرد».